# Hochschrutte
Hochschrutte är en bergstopp i Österrike.   Den ligger i distriktet Reutte och förbundslandet Tyrolen, i den västra delen av landet, 400 km väster om huvudstaden Wien. Toppen på Hochschrutte är 2 247 meter över havet, eller 249 meter över den omgivande terrängen. Bredden vid basen är 2,0 km.
Terrängen runt Hochschrutte är huvudsakligen bergig, men åt nordväst är den kuperad. Närmaste större samhälle är Reutte, 10,3 km väster om Hochschrutte. 
I omgivningarna runt Hochschrutte växer i huvudsak barrskog. Runt Hochschrutte är det ganska glesbefolkat, med 29 invånare per kvadratkilometer.